# Доманская, Антонина
Антонина Доманская (пол. Antonina Domańska, сентябрь 1853, Каменец-Подольский — 26 января 1917, Краков) — польская детская писательница.

## Биография
В 1865 с семьëй переехала в Кракове. Вышла замуж за профессора Ягеллонского университета, доктора медицины, советника краковского городского магистрата Станислава Доманского.
Впервые начала публиковать свои рассказы журнале «Семейные вечера».
Получила известность, благодаря исторически—приключенческим художественным произведениям для детей и юношества. Сюжеты рассказов, повестей и романом писательницы были построены на базе известных исторических событий и деятелей польской истории (в основном, королей и их окружения).
Активно участвовала в литературно—артистической среде, группировавшейся в тот период в Кракове вокруг её племянника — Люцьяна Рыделя.
Является прототипом одного из персонажей пьесы С. Выспяньского «Свадьба» (1901 — Советницы, женщины совершенно непонимающей характера сельской жизни и менталитета крестьянина.

## Избранные произведения
- Moje dzieci: opowiadanie mamusi (1884)
- 60 szarad i zagadek ułożyła swoim dzieciom Mamusia (1902)
- Opowiadania babuni dla kochanych wnucząt (1904)
- Pamiętnik Stokrótki Miluni: powiastka dla dzieci (1905)
- Hanusia Wierzynkówna (1909)
- Paziowie króla Zygmunta: opowiadanie obyczajowe na tle dawnych wieków (1910)
- Przy kominku (1911)
- Historia żółtej ciżemki: powieść z czasów panowania Kazimierza Jagiellończyka[1] (1913)
- Trzaska i zbroja (1913)
- Krysia Bezimienna: opowiadanie z czasów Zygmunta Augusta i Stefana Batorego (1914)
- Królewska niedola (1916)
- Złota przędza (опубликована в 1918)
- Ave Maria (опубликована в 1920)
- Czeladnik majstra Szymona (опубликована в 1920)

Умерла в Кракове и похоронена на Раковицком кладбище.